# الغريفة (ليبيا)
الغريفة مدينة في وادي الحياة في ليبيا.

## التسمية
الغريفة هي تصغير لكلمة الغرفة ومن التداول به أن أحد شيوخ قبيلة الحطمان من ضني ضوء بن حثيرة بنى مبنى عال فوقه دار عرف من قبل زواره بغريفة الشيخ عبد الله ومنها سميت المنطقة بهذا الاسم.

## السكان
يبلغ عدد سكان منطقة الغريفة 14,800 نسمة.